# Бобровка (Пугачёвский район)
Бобровка — село в Пугачёвском районе Саратовской области России. Входит в состав Клинцовского муниципального образования.

## История
В «Списке населённых мест Самарской губернии по данным 1859 года» населённый пункт упомянут как казённая деревня Бобровка Николаевского уезда (3-го стана) при реке Жестянке, расположенная в 50 верстах от уездного города Николаевска. В деревне имелось 45 дворов и проживало 370 жителей (197 мужчин и 173 женщины). 
Согласно «Списку населённых мест Самарской губернии по сведениям за 1889 год» в деревне Бобровка, относившейся к Клинцовской волости, насчитывался 81 двор и проживало 543 человека. Имелось четыре ветряные мельницы и сезонный базар. Согласно переписи 1897 года в Бобровке (она же Самодуриха) проживал 741 человек, из них православных — 730.
По данным 1910 года в Бобровке имелось 180 дворов и проживало 922 человека (460 мужчин и 462 женщины). Функционировали церковь, церковно-приходская школа и четыре ветряные мельницы.

## География
Село находится в южной части района, в степной зоне, в пределах Сыртовой равнины, на берегах реки Жестянка, на расстоянии примерно 56 километров (по прямой) к юго-востоку от города Пугачёв. Абсолютная высота — 50 метров над уровнем моря.

Часовой пояс
Село Бобровка, как и вся Саратовская область, находится в часовой зоне МСК+1. Смещение применяемого времени относительно UTC составляет +4:00.

## Население
Динамика численности населения по годам:
| Годы      | 1859 | 1889 | 1897 | 1910 | 2002 |
| --------- | ---- | ---- | ---- | ---- | ---- |
| Население | 370  | 543  | 730  | 922  | 209  |

| 2002 | 2010 |
| ---- | ---- |
| 209  | ↘141 |

Гендерный состав
По данным Всероссийской переписи населения 2010 года в гендерной структуре населения мужчины составляли 50,4 %, женщины — соответственно 49,6 %.
Национальный состав
Согласно результатам переписи 2002 года, в национальной структуре населения русские составляли 68 % из 209 чел.

## Улицы
Уличная сеть села состоит из пяти улиц.